# Santa Maria a Vico
Santa Maria a Vico – miejscowość i gmina we Włoszech, w regionie Kampania, w prowincji Caserta.
Według danych na rok 2004 gminę zamieszkiwały 13 423 osoby, 1 342,3 os./km².